# 金徳院
金徳院（閩南語: Kim Tek Ie、マンダリン: Jīn dé yuàn、インドネシア語: Vihara Dharma Bhakti）はインドネシア・ジャカルタの中華街グロドックにあるクレンテン（現地語で「中国寺院」の意）。1650年に完成したジャカルタ最古の中国寺院。

## 歴史

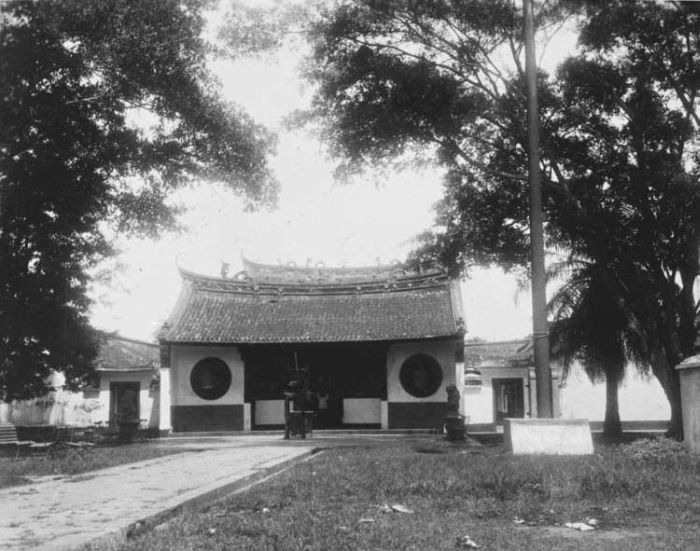
1932年の金徳院

1650年、Luitenant der Chinezen（カピタン・チナ）のKwee Hoenが金徳院を建立し、観音菩薩が祀られていることから観音亭（ビン南語: Kwan Im Teng 、マンダリン: Guānyīn tíng）と命名された。「観音亭」という名称は「クレンテン (Klenteng)」の語源になり、「クレンテン」は後にインド諸国において中国の宗教施設全般を指す一般的な用語になった。
1740年の華僑虐殺事件で金徳院は全焼した。事件の後、オランダ領東インド総督のグスタフ・ウィレム・ファン・イムホフは、各民族集団を管理しそれぞれのコミュニティの社会的・宗教的問題を調整するための半自治組織を設立した。中国人の民族集団はこの組織を「Kong Koan」と呼んだ。1755年、Kong KoanはKapitein der Chinezen（カピタン・チナ）のOey Tji LOの指揮の下で金徳院を再建し、維持管理を担当した。修復された寺は「金徳院」と命名された。Kong Koanはバタヴィアにある他の古い中国寺院も管理しており、その中にはアンチョールにある中国寺院Kuan Im TongとHian Thian Shang Teもあった。
オランダによるインドネシアの植民地支配が終わると、Kong Koanも解散した。インドネシアの中国寺院の管理はDewan Wihara Indonesia（略称：DEWI、直訳：インドネシア寺院評議会）と呼ばれる組織が行うようになった。それぞれの中国寺院には「head censer」または「Lu-zhu」と呼ばれる役職が助手と共に配置され、彼らは自院での募金活動と宗教儀式についても責任を負っている。Lu-zhuは普通、コミュニティの影響力のある実業家や企業家から選出される。
1965年に（華僑・華人の）名前がインドネシア式に変更された後、インドネシアからあらゆる外国語の発音を持つ名前を排除するための国家的取り組みの一環として、DEWIは「金徳院」に替わる名称として「Vihara Dharma Bhakti」を提案した。

### 2015年の火災
2015年3月2日の午前3時半頃、金徳院の本堂で火災が発生した。火元は蝋燭の近くに吊るされた防水シートであり、これに火がついて本堂全体に火が回った。被害には装飾された天井枠と約40の歴史的彫像が含まれていた。本堂にあった仏像のほとんどは焼失したが、観音菩薩像は無事に残っており事務室に移された。2016年1月18日から再建が開始され、再建費用には参拝者の寄付金を充てた。

## 祭・儀式

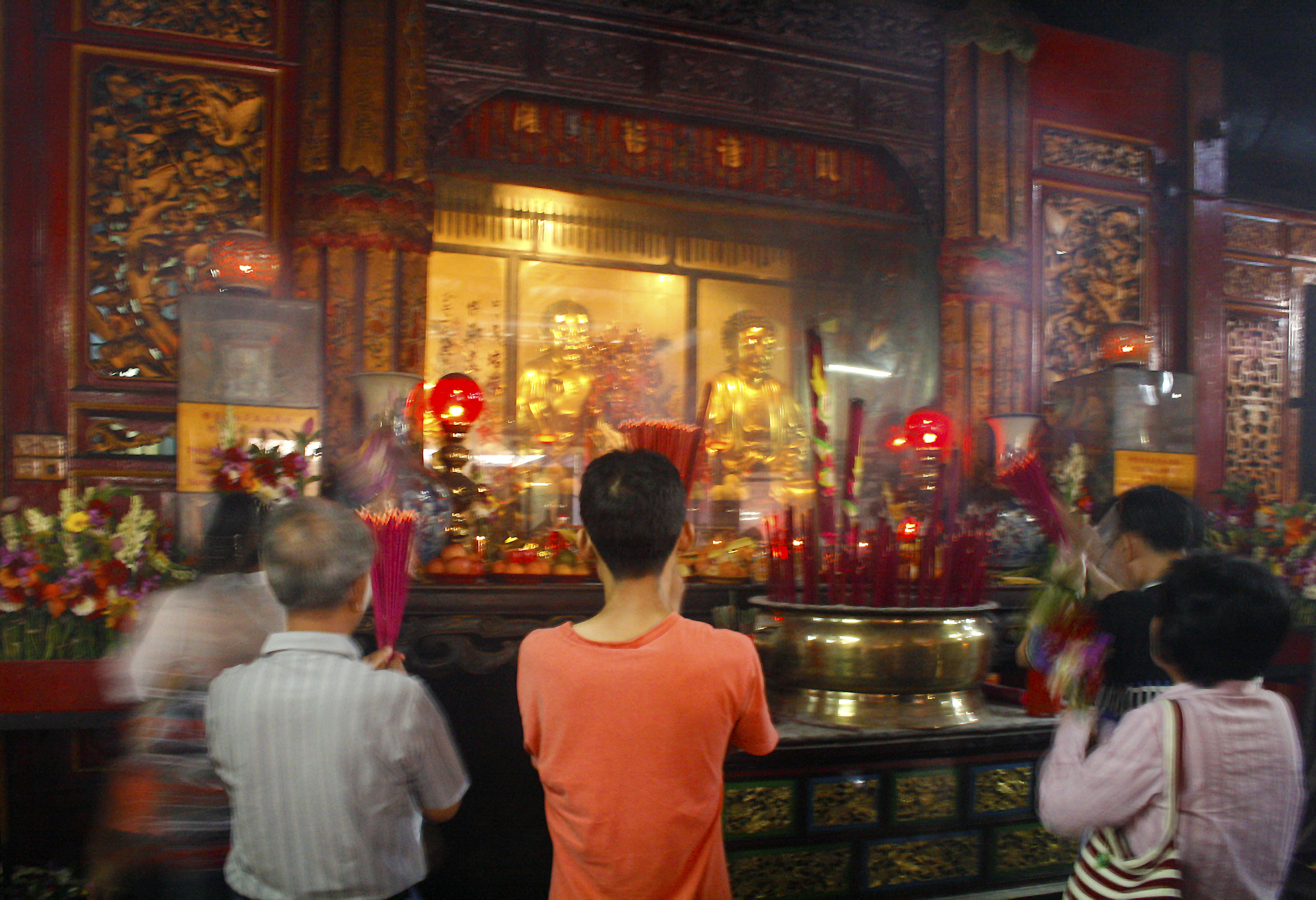
火災以前の主な祭壇の様子（2008年1月28日撮影）

金徳院はジャカルタの中国に関連する祭りの中心である。この寺院で開催される著名な祝典には、金徳院の中庭で開催されるハングリー・ゴースト・フェスティバル（現地名「Cioko」）、元宵節（チャップ・ゴ・メ）がある。植民地時代の間、毎年のウェーサーカ祭ではバタヴィアのクロンチョン音楽の演奏を伴うプラナカン戯曲の公演が行われ、伝統的な遊戯で活気付いた。

## 参拝・観光
今日、金徳院はコタ地区の観光名所のひとつである。参拝時間は午前6時から午後9時。毎週日曜日は100人以上、2月のイムレック（春節）の時期は5000　- 7000人の参拝客が訪れる。